# Il metodo Kominsky
Il metodo Kominsky (The Kominsky Method) è una serie televisiva statunitense creata da Chuck Lorre.
La prima stagione è stata interamente pubblicata a livello internazionale su Netflix il 16 novembre 2018.

## Trama
La serie racconta la storia di Sandy Kominsky, un attore che anni addietro ha avuto una breve carriera di successo ed ora è un venerato maestro di recitazione di Hollywood.

## Episodi
| Stagione         | Episodi | Pubblicazione USA | Pubblicazione Italia |
| ---------------- | ------- | ----------------- | -------------------- |
| Prima stagione   | 8       | 2018              | 2018                 |
| Seconda stagione | 8       | 2019              | 2019                 |
| Terza stagione   | 6       | 2021              | 2021                 |

## Personaggi e interpreti

### Principali
- Sandy Kominsky (stagioni 1-3), interpretato da Michael Douglas, doppiato da Gianni Giuliano: ex attore di successo e insegnante di recitazione ad Hollywood.
- Norman Newlander (stagioni 1-2), interpretato da Alan Arkin, doppiato da Franco Zucca: l'agente di Sandy, di cui è anche grande amico.
- Mindy Kominsky (stagioni 1-3), interpretata da Sarah Baker, doppiata da Rachele Paolelli (st. 1) e da Angela Brusa (st. 2-3: la figlia di Sandy, anch'essa insegnante di recitazione con il padre.
- Lisa (stagioni 1-2), interpretata da Nancy Travis, doppiata da Alessandra Korompay: signora che prende lezioni alla scuola di recitazione di Sandy e con la quale lui ha una altalenante relazione.
- Martin (stagione 3; ricorrente stagione 2), interpretato da Paul Reiser, doppiato da Stefano Alessandroni: fidanzato di Mindy.
- Roz (stagione 3;[2] guest star stagione 2), interpretata da Kathleen Turner, doppiata da Stefania Romagnoli: ex moglie di Sandy.

### Ricorrenti
- Eileen (stagioni 1-2), interpretata da Susan Sullivan, doppiata da Graziella Polesinanti: moglie di Norman.
- Phoebe (stagioni 1-3), interpretata da Lisa Edelstein, doppiata da Antonella Alessandro: figlia alcolizzata di Norman.
- Theresa (stagioni 1-3), interpretata da Emily Osment, doppiata da Benedetta Degli Innocenti (stagione 1) e da Erica Necci (stagione 2-3): studentessa della classe di recitazione di Sandy.
- Alex (stagioni 1-3), interpretato da Ramon Hilario, doppiato da Rodolfo Traversa: simpatico ed anziano cameriere del locale dove spesso vanno Norman e Sandy.
- Jude (stagioni 1-3), interpretato da Graham Rogers, doppiato da Gabriele Patriarca: studente della classe di recitazione di Sandy.
- Breana (stagioni 1-3), interpretata da Ashleigh LaThrop, doppiata da Elena Liberati: studentessa della classe di recitazione di Sandy.
- Darshani (stagioni 1-3), interpretata da Jenna Lyng Adams: studentessa della classe di recitazione di Sandy.
- Margaret (stagioni 1-3), interpretata da Melissa Tang, doppiata da Valentina Perrella: studentessa della classe di recitazione di Sandy.
- Lane (stagioni 1-3), interpretato da Casey Brown, doppiato da Alessandro Vanni: studente della classe di recitazione di Sandy.
- Madelyn (stagioni 2-3), interpretata da Jane Seymour, doppiata da Marina Tagliaferri: fiamma passata di Norman.
- Robby (stagione 3; guest star stagione 2), interpretato da Haley Joel Osment, doppiato da Davide Albano: figlio di Phoebe.

### Guest star
Parecchie guest stars illustri hanno preso parte ad alcuni episodi della serie, alcune interpretando sé stessi, alcuni altri personaggi fittizi:
- Jay Leno (ep. 1x02), doppiato da Antonio Angrisano: interpreta sé stesso.
- Patti LaBelle (ep. 1x02), doppiata da Patrizia Salerno: interpreta sé stessa.
- Jason Kravits (ep.1x02): interpreta Woody, funzionario delle pompe funebri.
- Corbin Bernsen (ep. 1x03): interpreta un signore che scambia una battuta con Phoebe nelle prime sequenze dell'episodio.
- George Wyner (ep. 1x03): interpreta un rabbino nelle prime sequenze dell'episodio
- Danny DeVito (ep. 1x03, 1x05), doppiato da Giorgio Lopez: interpreta il Dottor Wexler, medico urologo di Norman e Sandy.
- Azie Tesfai (ep. 1x03, 1x05), doppiata da Sarah Nicolucci: interpreta Lydia, una studentessa della classe di recitazione di Sandy.
- Ann-Margret (ep. 1x03, 1x08), doppiata da Paola Del Bosco: interpreta Diane, amica di Norman.
- Elliott Gould (ep.1x05), doppiato da Eugenio Marinelli: interpreta sé stesso.
- Eddie Money (ep. 1x06): interpreta sé stesso, in una breve sequenza cantando sul palco la sua canzone Two Tickets to Paradise.
- Lainie Kazan (ep. 1x08): interpreta la nonna tedesca di Norman (che vede durante una sua allucinazione).
- David James Elliott (ep. 2x01), doppiato da Vittorio Guerrieri: interpreta William, un amico di Lisa.
- Juan Antonio (ep. 2x04), doppiato da Alberto Franco: interpreta Thomas, un poliziotto.
- Bob Odenkirk (ep, 2x05), doppiato da Antonio Palumbo: interpreta il dottor Eugene Shenckman.
- Ravi Kapoor (ep. 2x05), doppiato da Roberto Gammino: interpreta un dottore.
- Allison Janney (ep. 2x08), doppiata da Antonella Giannini: interpreta sé stessa.
- Morgan Freeman (ep. 3x04), doppiato da Michele Gammino: interpreta sé stesso, facendosi prima chiamare Quincy.
- Barry Levinson (ep. 3x04-3x05), doppiato da Ambrogio Colombo: interpreta sé stesso.
- Christine Ebersole (ep. 3x05-3x06), doppiata da Graziella Polesinanti: interpreta Estelle, la madre di Martin.
- Jon Cryer (ep. 3x06): interpreta sé stesso, intento a consegnare il premio Emmy sul palco a Sandy.

## Produzione
Il 14 agosto 2017, Netflix ha annunciato che ha concluso un contratto di un anno per The Kominsky Method, una serie scritta e prodotta da Chuck Lorre. La Warner Bros. Television produrrà la serie in collaborazione con la Chuck Lorre Productions. L'attore Michael Douglas è stato anche annunciato come produttore esecutivo insieme a Lorre.
Contemporaneamente all'annuncio della serie, è stato rivelato che Michael Douglas e Alan Arkin interpreteranno i ruoli principali. In seguito, Nancy Travis si è unita al cast nel ruolo di Lisa. Una settimana dopo, Netflix ha annunciato l'ultima parte del cast. Sarah Baker interpreterà Mindy, la figlia del personaggio interpretato da Douglas. Le attrici Lisa Edelstein e Susan Sullivan reciteranno ruoli ricorrenti. Il 17 gennaio 2019 è stata confermata la produzione di una seconda stagione di otto episodi.
Nel luglio 2020 la serie viene rinnovata per una terza, e ultima, stagione pubblicata da Netflix il 28 maggio 2021.

## Accoglienza
Alla sua anteprima, la serie ha ricevuto un'accoglienza positiva da parte dalla critica. Sul sito di aggregazione di recensioni Rotten Tomatoes, la serie ha un punteggio di approvazione del 79% con un punteggio medio di 6,67 su 10, basato su 28 recensioni; il consenso critico del sito web recita: "Pieno di umorismo e di cuore, Il Metodo Kominsky dipinge un sorprendente toccante ritratto di vita e invecchiamento, elevato da due prestazioni di prim'ordine da due leggende della recitazione come Alan Arkin e Michael Douglas".
Metacritic, che utilizza una media ponderata, ha assegnato alla serie un punteggio di 68 su 100 basato su 19 critici, indicando "recensioni generalmente favorevoli".

## Riconoscimenti
- American Film Institute Awards
  - 2018 – Top 10 dei migliori programmi dell'anno[10]
- Golden Globe
  - 2019 – Miglior serie commedia o musicale[11][12]
  - 2019 – Miglior attore in una serie commedia o musicale a Michael Douglas
  - 2019 – Candidatura per il miglior attore non protagonista in una serie ad Alan Arkin
  - 2020 – Candidatura per la miglior serie commedia o musicale
  - 2020 – Candidatura per il miglior attore in una serie commedia o musicale a Michael Douglas
  - 2020 – Candidatura per il miglior attore non protagonista in una serie ad Alan Arkin]
- Premio Emmy
  - 2019 – Candidatura per il miglior attore protagonista in una serie comica a Michael Douglas
  - 2019 – Candidatura per il miglior attore non protagonista in una serie comica ad Alan Arkin
  - 2020 – Candidatura per la miglior serie commedia
  - 2020 – Candidatura per il miglior attore protagonista in una serie comica a Michael Douglas
  - 2020 – Candidatura per il miglior attore non protagonista in una serie comica ad Alan Arkin
  - 2021 – Candidatura per la miglior serie commedia
  - 2021 – Candidatura per il miglior attore protagonista in una serie comica a Michael Douglas
  - 2021 – Candidatura per il miglior attore non protagonista in una serie comica a Paul Reiser
- Critics' Choice Television Awards
  - 2019 – Candidatura per la miglior serie commedia[13]
  - 2019 – Candidatura per il miglior attore in una serie commedia a Michael Douglas
- Screen Actors Guild Awards
  - 2019 – Candidatura per la miglior performance per un cast in una serie commedia a Jenna Lyng Adams, Alan Arkin, Sarah Baker, Casey Thomas Brown, Michael Douglas, Ashleigh LaThrop, Emily Osment, Graham Rogers, Susan Sullivan, Melissa Tang e Nancy Travis[14]
  - 2019 – Candidatura per la miglior performance maschile in una serie commedia ad Alan Arkin
  - 2019 – Candidatura per la miglior performance maschile in una serie commedia a Michael Douglas
  - 2020 – Candidatura per la miglior performance per un cast in una serie commedia a Jenna Lyng Adams, Alan Arkin, Sarah Baker, Casey Thomas Brown, Michael Douglas, Lisa Edelstein, Paul Reiser, Graham Rogers, Jane Seymour, Melissa Tang e Nancy Travis
  - 2020 – Candidatura per la miglior performance maschile in una serie commedia ad Alan Arkin
  - 2020 – Candidatura per la miglior performance maschile in una serie commedia a Michael Douglas